# Feszti-barlang
A Feszti-barlang Magyarország megkülönböztetetten védett barlangjai között van. A Duna–Ipoly Nemzeti Park területén található Tatán helyezkedik el.

## Fekvés
A kis kiterjedésű, de érdekességekben bővelkedő barlangnak Tata belterületén, az Öreg-tó északi sétányának közelében, az úgynevezett Feszty-villa udvarán, azaz magánterületen van a bejárata. A megtalálása nem okoz nehézséget, hiszen a napjainkra szépen rendbe hozott „bagolyvárszerű” épület tó felőli része alatt, egy kis mesterséges tavacska mögött nyílik.

## Leírás
A Feszty-barlang nevét a Tatán élő Feszty Adolf műépítészről, mint híres tulajdonostól kapta (aki bátyja volt a nagy hírű Feszty-körkép alkotójának). Előfordul a barlang az irodalmában Feszty-barlang és Tatai Feszty-villa barlangja neveken is.
Attól kuriózum ez a méreteiben nem túl jelentős (mintegy 30 méter hosszúságú) sziklafolyosó, hogy ez egy úgynevezett szingenetikus barlang, ami azt jelenti, hogy befoglaló kőzetével egyszerre keletkezett. A barlangképződés általában úgy történik, hogy a karsztosodásra hajlamos kőzetet (főként tengeri eredetű mészkövet) a repedések (tektonikus töréssíkok) mentén leszivárgó, illetve a mélyből feltörő szénsavtartalmú víz lassan-lassan kioldja, üregesre tágítja. Itt más volt a helyzet. A hajdani, nagy vízhozamú, magas mésztartalmú, tatai, langyos forrásokból, jelen esetben az angolkerti forrásokból édesvízi mészkő, más néven travertínó, vagy helytelenül mésztufa vált ki, magába zárva a pleisztocén végi élővilágnak a képviselőit is. Ez a barlang anyakőzetében, de a külszínen is megfigyelhető. A kőzet szerkezete laza, lyukacsos, itt-ott levelek, csigák, sőt néhol fatörzs-darabok és jégkorszaki állatok csontmaradványai is fellelhetők.
A mészkiválás az ilyen forrásoknál ott a legerőteljesebb, ahol növények (főleg mohák) vannak, hiszen ezek a karsztvízből mohón magukba veszik a számukra éltető szén-dioxidot, miközben mészkő válik ki, megkövesítve a növények testét is. A lefelé folyó víz, több helyen zuhatagokat, vízeséseket képez, itt a növények még több szén-dioxidhoz jutnak. Emiatt előbb-utóbb függönyszerű aláhajlások alakulnak ki a képződő travertínóból, amelyek alatt kitöltetlen, légteres részek maradhatnak. Ezek lassan bezárulhatnak, így a kőzetben üreg, esetleg barlang keletkezik. Az ilyen genetikájú barlangok ritkák, tipikus magyarországi képviselőjük a lillafüredi Anna-barlang, a budai Várhegy barlanglabirintusának egy része és a mecseki Tettyei-forrásbarlang. Magyarországon több ilyen képződési módú, jelentősebb barlangról idáig nincs tudomásunk. Tatán egyébként több ilyen genetikájú üregről is van feljegyzés (például az úgynevezett Ugron-villa pincéjében egy félig lefejtett barlangüreg). A környéken több építkezés során is feltárulnak ilyen kavernák, de sajnos az építtetők ezeket általában gyorsan betömik.
A barlang esztétikailag is mutatós, sok szép oldásforma, borsókövek és több, valamikori vízelöntésből származó kalcitlemez-kiválás, más néven szinlő díszíti. Különösen szép, amikor a közeli Öreg-tó vízszintje megemelkedik, ilyenkor ugyanis a barlang aljzatát képező vízáteresztő rétegen a víz átszivárog és néhány deciméteres mélységű, a képződményeket visszatükröző barlangi tavacskát képez. Mivel zárt, zavarásmentes üreg, ezért több denevér is megtelepedett benne, fokozva a kis barlang érdekességét.

## Kutatástörténet

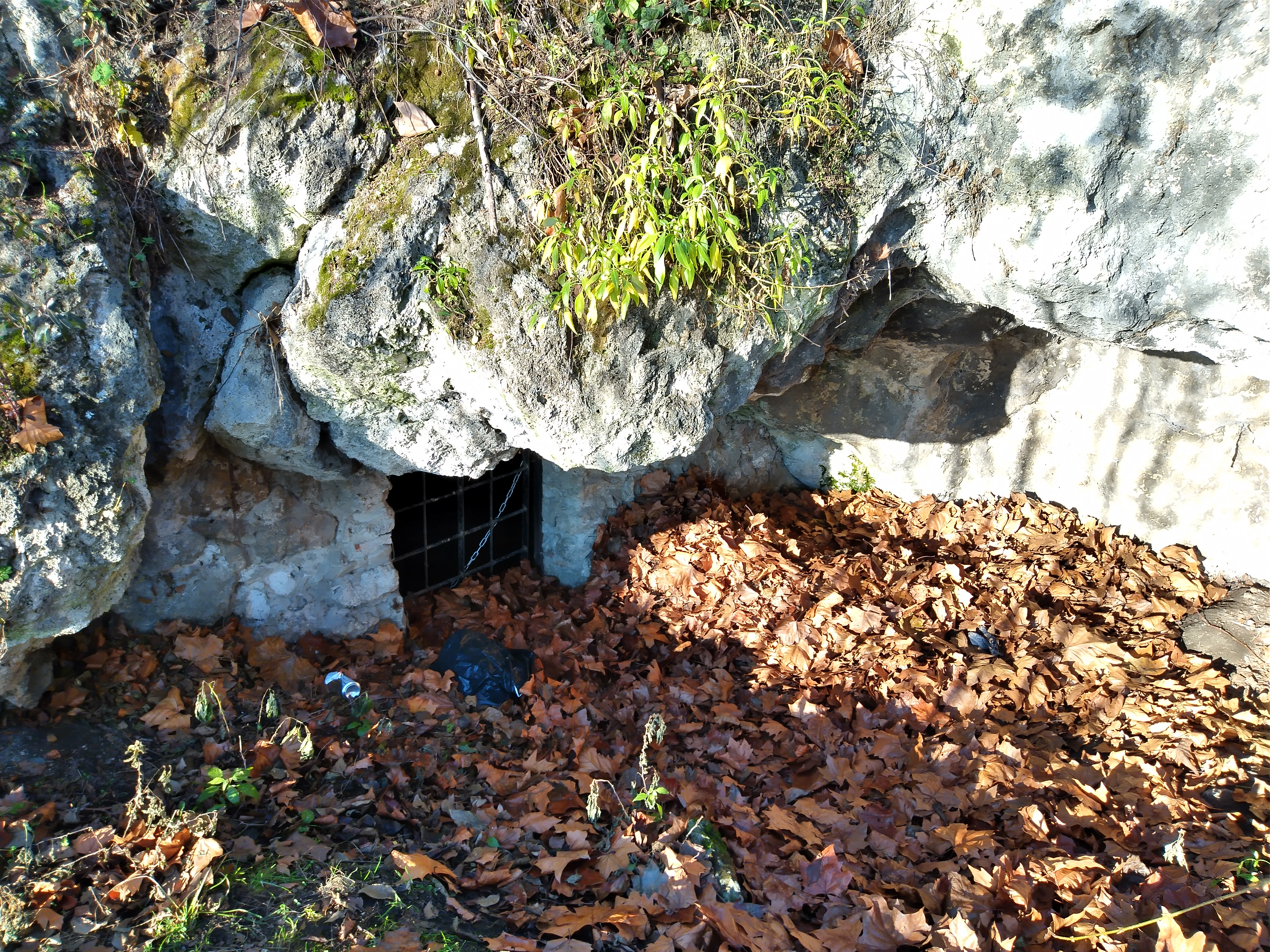
A Feszti-barlang egyik bejárata

Az íves bejárat természetes sziklaboltozata hosszú évekig el volt takarva földdel, így e kis barlang csak a másik nyílás felől volt megközelíthető. A villa  a 90-es években magántulajdonba került, az új tulajdonos letisztíttatta a villa természetes sziklaalapjául szolgáló udvari kőrétegeket és ekkor bukkant elő a nagyobbik bejárat. A nagyrészt eltömődött és ismeretlen szakaszokat is rejtő barlangot a hivatalos kutatási engedélyek beszerzése után a tulajdonos anyagi támogatásával a Megalodus Barlangkutató és Geológiai Szakcsoport tárta fel 1995-től. Először is a tóparti sétányra nyíló bejáratot a környezetbe illő, speciális zárral ellátott erős vasrácsból készült ajtóval lezárta, majd az üledéket gondosan átvizsgálva a barlangot feltárta. A fárasztó (zömmel kézi) munka meghozta eredményét és Tata egy újabb természeti értékkel gazdagodott.
A Duna–Ipoly Nemzeti Park Igazgatóság működési területén, a Gerecse hegységben elhelyezkedő, 4630/88 kataszteri számú Feszti-barlang, 2006. február 28-tól, a környezetvédelmi és vízügyi miniszter 8/2006. KvVM utasítása szerint, megkülönböztetett védelmet igénylő barlang. A Duna–Ipoly Nemzeti Park Igazgatóság működési területén lévő, 4630-88 kataszteri számú Feszti-barlang, 2012. február 25-től, a vidékfejlesztési miniszter 4/2012. (II. 24.) VM utasítása szerint, megkülönböztetetten védett barlang. 2021. május 10-től az agrárminiszter 17/2021. (IV. 9.) AM rendelete szerint a Feszti-barlang (Gerecse hegység, Duna–Ipoly Nemzeti Park Igazgatóság működési területe) az igazgatóság engedélyével látogatható. A 13/1998. (V. 6.) KTM rendelet egyidejűleg hatályát veszti.